# Маркиз Хартфорд
Маркиз Хартфорд (англ. Marquess of Hertford) — дворянский титул, один раз создававшийся в пэрстве Англии и один раз — в пэрстве Великобритании для представителей рода Сеймуров. Первоначально в Англии существовал титул «граф Хартфорд», который несколько раз создавался в Англии. В 1537 году он был воссоздан для Эдуарда Сеймура, брата Джейн Сеймур, третьей жены английского короля Генриха VIII, которого он стал лордом-протектором и получил титул герцога Сомерсета, управляя Англией от имени своего племянника Эдуарда VI. Хотя в 1552 году Эдуард Сеймур был казнён, а его титулы и владения конфискованы, для его сына Эдуард Сеймур (ум. 1621) в 1559 году был восстановлен в титуле графа Хартфорда королевой Елизаветой I. Его внук Уильям Сеймур в 1641 году был возведён в ранг маркиза Хартфорда, а в 1660 году для него восстановили титул герцога Сомерсета. Титулом маркиза Хартфорда Сомерсеты владели до 1675 года, когда он угас, в то время как титулами графа Хартфорда и герцога Сомерсета до 1750 года владели представители другой ветви рода.
После угасания ветви герцогов Сомерсетов Фрэнсис Сеймур-Конвей, представитель младшей ветви рода, последовательно получил титулы графа Хартфорда (1750 год), а затем и маркиза Хартфорда  (1793 год) — на этот раз в пэрстве Великобритании. В настоящее время титулы графа и маркиза Хартфорд, а также графа Ярмута (используемый в качестве титула учтивости) и виконта Бошана (все относятся к системе пэрства Великобритании) носит сэр Генри Джоселин Сеймур (р. 1958).
Резиденцией современных графов и маркизов Хартфорд является дворец Рагли-Холл в Уорикшире.

## История титула
В средневековой Англии первоначально существовал титул графа Хартфорда. Его первая креация относится к XII веку, но в 1314 году он угас. Следующая креация графского титула состоялась в 1537 году, когда он был присвоен Эдуарду Сеймуру (ум. 1552), старшему брат Джейн Сеймур, третьей жены короля Генриха VIII. После смерти Генриха VIII тот стал лордом-протектором Англии при несовершеннолетнем Эдуарде VI и в 1547 году был пожалован титулом герцога Сомерсет. Эдуард являлся фактическим правителем страны в 1547—1549 годах и внёс значительный вклад в выработку догматической основы англиканской церкви. Он предпринял также несколько походов в Шотландию и 10 сентября 1547 года разгромил шотландские войска в битве при Пинки. Однако в 1549 году Сомерсет был смещён с поста лорда-протектора, а в 1552 году казнён, а его титулы и владения (в том числе, Сомерсет-Хаус в Лондоне) конфискованы.
Сын герцога Сомерсета, Эдуард Сеймур (ум. 1621) в 1559 году был восстановлен в титуле графа Хартфорда королевой Елизаветой I. Однако в следующем году граф тайно женился на леди Катерине Грей, принцессе английского королевского дома и сестре Джейн Грей, за что был заключён в Тауэр. Внук Эдуарда и Катерины, Уильям Сеймур (ум. 1660), повторил судьбу своего деда, тайно женившись в 1610 году на Арабелле Стюарт, потенциальной претендентке на английский престол. После её смерти, однако, Уильям восстановил свои позиции при дворе, а во время Английской революции XVII века, получил титул маркиза Хартфорд. После реставрации Стюартов в 1660 году ему был также возвращён титул герцога Сомерсета. До 1675 год, титулы графа и маркиза Хартфорд были соединены с титулом герцога Сомерсета, но после угасания старшей ветви титул маркиза угас, хотя титулы герцога Сомерсета и графа Хартфорда до 1750 года носили потомки младшего брата 2-го герцога Сомерсета.
С пресечением в 1750 году старшей линии дома Сеймуров их обширные владения были разделены между представителями младших ветвей. Титул графа Хартфорда был учреждён снова, на этот раз уже в системе пэрства Великобритании, для дальнего потомка лорда-протектора Сомерсета Френсиса Сеймура-Конвея (ум. 1794), который 3 июля 1793 года также получил титулы маркиза Хартфорда и графа Ярмута. Потомки Фрэнсиса продолжают носить эти титулы до настоящего времени. Действующий 9-й граф и маркиз Хартфорд — сэр Генри Джоселин Сеймур (р. 1958), обладает также следующими титулами: граф Ярмут (пэрство Великобритании, 1793), виконт Бошан (пэрство Великобритании, 1750), барон Конуи из Рагли (пэрство Англии, 1703), барон Конуи из Киллултага (пэрство Ирландии, 1712). Его наследник Уильям Фрэнсис Сеймур (р. 2 ноября 1993) использует титул графа Ярмута.

## Список маркизов Хартфорд

### Маркиз Хартфорд, первая креация (1641 год, пэрство Англии)
- 1641—1651: Уильям Сеймур (1 сентября 1587 — 24 октября 1660), член парламента от Мальборо в 1620—1621 годах, 2-й граф Хартфорд и 2-й барон Бошан с 1621 года, 1-й маркиз Хартфорд с 1641 года, 2-й герцог Сомерсет с 1660 года, внук предыдущего, сын Эдуарда Сеймура, виконта Бошана[6].
- 1651—1671: Уильям Сеймур (умер 12 декабря 1671), 3-й герцог Сомерсет, 2-й маркиз Хартфорд, 3-й граф Хартфорд и 3-й барон Бошан с 1651 года, внук предыдущего, сын Генри Сеймура, лорда Бошана[англ.][5].
- 1671—1675: Джон Сеймур (после 1626 — 29 апреля 1675), член парламента от Мальборо в 1661—1671 годах, 4-й герцог Сомерсет, 3-й маркиз Хартфорд, 4-й граф Хартфорд и 4-й барон Бошан с 1671 года, дядя предыдущего[7][8].

В 1675 году титул маркиза Хартфорда угас, однако титулы герцога Сомерсета и графа Хартфорда до 1750 года носили потомки младшего брата Уильяма Сеймура, 2-го герцога Сомерсета.

### Маркиз Хартфорд, вторая креация (1793 год, пэрство Великобритании)
- 1750—1794: Френсис Сеймур-Конвей (5 июля 1718 — 14 июня 1794), 2-й барон Конвей из Рэгли и 2-й барон Конвей и Киллултах с 1732 года, 1-й граф Хартфорд и 1-й виконт Бошан с 1750 года, 1-й маркиз Хартфорд и 1-й граф Ярмут с 1793 года, потомок Эдуарда Сеймура, 1-го герцога Сомерсета[9][10].
- 1794—1822: Френсис Ингрэм-Сеймур-Конвей (1743—1822), член парламента от Лостуитиэля в 1766—1768 годах, член парламента от Орфорда в 1768—1794 годах, 2-й маркиз и граф Хартфорд, 2-й граф Ярмут, 2-й виконт Бошан, 3-й барон Конвей из Рэгли и 3-й барон Конвей и Киллултах с 1794 года, сын предыдущего[11][12].
- 1822—1842: Френсис Сеймур-Конвей (11 марта 1777 — 1 марта 1842), член парламента от Орфорда в 1797—1802 годах, член парламента от Лисберна в 1802—1812 годах, член парламента от графства Антрим в 1812—1818 годах, член парламента от Камелфорда в 1820—1822 годах, 3-й маркиз и граф Хартфорд, 3-й граф Ярмут, 3-й виконт Бошан, 4-й барон Конвей из Рэгли и 4-й барон Конвей и Киллултах с 1822 года, сын предыдущего[11][13].
- 1842—1870: Ричард Сеймур-Конвей (22 февраля 1800 — 25 августа 1870), член парламента от графства Антрим в 1822—1826 годах, 4-й маркиз и граф Хартфорд, 4-й граф Ярмут, 4-й виконт Бошан, 5-й барон Конвей из Рэгли и 5-й барон Конвей и Киллултах с 1842 года, сын предыдущего[14][15].
- 1870—1884: Френсис Джордж Хью Сеймур (11 февраля 1812 — 25 января 1884), 5-й маркиз и граф Хартфорд, 5-й граф Ярмут, 5-й виконт Бошан, 6-й барон Конвей из Рэгли и 6-й барон Конвей и Киллултах с 1870 года, троюродный брат предыдущего[16].
- 1884—1912: Хью де Грей Сеймур (22 октября 1843 — 23 марта 1912), 6-й маркиз и граф Хартфорд, 6-й граф Ярмут, 6-й виконт Бошан, 7-й барон Конвей из Рэгли и 7-й барон Конвей и Киллултах с 1884 года, сын предыдущего[17].
- 1912—1940: Джордж Френсис Александр Сеймур (20 октября 1871 — 16 февраля 1940), 7-й маркиз и граф Хартфорд, 7-й граф Ярмут, 7-й виконт Бошан, 8-й барон Конвей из Рэгли и 8-й барон Конвей и Киллултах с 1912 года, сын предыдущего[18].
- 1940—1997: Хью Эдвард Конвей Сеймур[англ.] (29 марта 1930 — 2 декабря 1997), 8-й маркиз и граф Хартфорд, 8-й граф Ярмут, 8-й виконт Бошан, 9-й барон Конвей из Рэгли и 9-й барон Конвей и Киллултах с 1940 года, племянник предыдущего[19].
- 1997—н. в.: Генри Джоселин Сеймур[англ.] (родился 6 июля 1958), 9-й маркиз и граф Хартфорд, 9-й граф Ярмут, 9-й виконт Бошан, 10-й барон Конвей из Рэгли и 10-й барон Конвей и Киллултах с 1997 года, сын предыдущего[20].
  - Наследник: Уильям Фрэнсис Сеймур (родился 2 ноября 1993), граф Ярмут, старший сын предыдущего[21].